# Ermanaric
Pour les articles homonymes, voir Hermanaric.
Ermanaric ou Hermanaric (en langue gotique 𐌰𐌹𐍂𐌼𐌰𐌽𐌰𐍂𐌴𐌹𐌺𐍃/Aírmanareiks, en vieux norrois Jörmunrek(kr), en latin Ermanaricus, passé à la langue allemande médiévale Ermenrîch ; † 376) est un roi ostrogoth attesté historiquement. Il fait partie des Amales. Son royaume était situé en Ukraine actuelle, entre le Don et le Dniestr, mais les historiens ne connaissent pas avec précision son étendue.

## Dans les sources romaines
Ermanaric dont l'étymologie est « le grand roi, le roi du monde » est mentionné dans deux sources romaines : les Res Gestae d'Ammien Marcellin au IVe siècle et l'Histoire des Goths de Jordanès, au VIe siècle. Selon Ammien Marcellin, Ermanaric est un « roi très guerrier » craint de ses voisins. Il règne sur un territoire étendu et fertile. Attaqué soudain par les pillards Huns et Alains en 375, il tente de combattre, mais, effrayé par les rumeurs circulant sur ses ennemis, il finit par se suicider en 376. Withimer le remplace.
Jordanès, qui vécut plusieurs siècles après les faits, fait un récit plus détaillé que celui de Marcellin, avec lequel il diffère sur plusieurs points. D'après Jordanès, Eramanaric a conquis le territoire de nombreuses tribus guerrières du nord. Jordanès déclare que le roi a mis à mort une jeune femme appelée Sunilda en l'attachant à quatre chevaux sauvages pour l'écarteler, parce que son mari l'avait déloyalement abandonné. Les deux frères de Sunilda, Sarus et Ammius, blessèrent sévèrement Ermanaric à coup de lances. Toujours selon Jordanès, Ermanaric mourut de blessure, à 110 ans.

## Dans les mythes germaniques
Il existe des variations sur l'histoire de Sunilda dans la littérature germanique médiévale, y compris en Angleterre et en Scandinavie. Ermanaric apparaît dans le Ragnarsdrápa de Bragi Boddason, dans la Völsunga saga, dans le Beowulf et dans la Gesta Danorum.
Dans les mythes autour de Dietrich von Bern, figure légendaire basée sur Théodoric le Grand, Ermanaric est son oncle qui veut lui prendre son royaume. Il lui est conseillé de tuer tous les proches de Dietrich von Bern.
Dans le poème Hamðismál, qui finit la poésie héroïque de l'Edda poétique, Gudrun, épouse du héros Sigurd, a marié leur fille Svanhild au roi goth Ermanaric (Jörmunrekkr). Mais, trahi par sa femme et son propre fils Randver, Ermanaric fait tuer celui-ci et piétiner à mort Svanhild par des chevaux. Gudrun veut se venger par l'entremise de ses fils Hamdir et Sörli, fils du roi Jonakr, pour tuer Ermanaric.
Dans la Chronique de Quedlinburg (fin de Xe siècle), il est écrit que les frères Hemidus (Hamdir), Serila (Sörli) et Adaccar (Erp/Odoacer) ont coupé les mains d'Ermanarik.

## Dans la littérature contemporaine
Les récits de son histoire ont inspiré Poul Anderson pour sa nouvelle de La Patrouille du temps : Le Chagrin d'Odin le Goth.

## Sources anciennes
- Jordanès, Histoire des Goths [détail des éditions] [lire en ligne], VIe siècle
- Ammien Marcellin, Res Gestae.